# Приключения бобрёнка
«Приключения бобрёнка» (фр. Mèche Blanche, les aventures du petit castor) — документально-постановочный кинофильм 2008 года, рассказывающий о приключениях бобрёнка по имени Белый Хохолок, живущего с мамой и сестрёнкой на реке в лесах Канады.

## Сюжет
В начале фильма бобрёнок Белый Хохолок живёт в хатке посреди запруды с матерью и сестрой. Отца у бобрят нет: он был загрызен волками.
Мать бобрёнка постоянно занята, ей в одиночку приходится валить деревья, ремонтировать плотину и защищать детёнышей от хищников. Бобрёнок же исследует окружающий мир, знакомится с другими обитателями леса: рысёнком, медвежонком, хищным филином. В фильме показаны красочные кадры жизни животных в дикой природе.
Однажды медведица решила перейти реку по бобровой плотине и своим весом разрушила её. Белый Хохолок унесён бурным потоком вниз по реке. Выбравшись на берег, он потерялся в лесу и не может найти дом. Чудом спассшись от стаи волков, бобрёнок вновь выбирается к реке и находит полуразвалившуюся хатку, в которой живёт старый бобр. Они становятся друзьями, вместе преодолевают опасности и спасают жизни друг друга. Когда волки разрушают их хатку, бобры отправляются вверх по течению.
Тем временем мать бобрят защищает единственного оставшегося у неё детёныша от сильной и ловкой выдры.
Бобрёнок находит свой родной дом в разгар лесного пожара и спасает свою мать, придавленную горящим деревом. Старый бобр, таким образом, находит новую семью, и все вместе продолжают полную опасностей жизнь на лесной реке.
Фильм снят в псевдодокументальном жанре, животные в фильме не разговаривают, сюжет сопровождается закадровыми комментариями создателей. В русском переводе текст читает Николай Дроздов.